# Chó đánh hơi
Chó Bloodhound (cũng được biết đến với tên chó săn Chien de Saint-Hubert) là một giống chó săn cỡ lớn được tạo ra cho một mục đích đặc biệt để truy tìm dấu vết của con người và các loài thú săn. Nó thường được dùng bởi các cơ quan an ninh để truy lùng những tù nhân trốn trại hoặc những người mất tích. Nó là một con chó săn thính hơi, nổi tiếng vì khả năng lần theo dấu vết đã diễn ra hàng giờ đồng hồ hoặc thậm chí nhiều ngày trước, với những khoảng cách rất xa.

## Tổng quan
Theo một truyền thuyết, chúng được tạo ra vào 1000 năm Sau Công Nguyên bởi các tu sĩ tại St Hubert Monastery ở Bỉ và xuất xứ của nó là ở Pháp, quê hương của nhiều loài chó săn hiện đại. Những kỹ năng đánh hơi của nó được tạo ra khi nhân giống các loài chó săn thính hơi khác nhau, như loài Chó săn cáo Anh Quốc (English Foxhound), Chó săn cáo Mỹ (American Foxhound), Chó săn Gấu trúc (Coonhound), Chó săn Jura Thụy Sĩ, Chó săn miền núi Bavarian, và nhiều giống chó khác. Trong suốt những năm cuối thế kỷ 19, những con Bloodhound thường xuyên trở thành mẫu vẽ cho các họa sĩ như Edwin Landseer và Briton Riviere. Những con chó được khắc hoạ gần giống như hình dáng của những con Bloodhound hiện đại, ngụ ý rằng đặc tính cần thiết của loài Bloodhound là tiền đề cho việc tạo ra những con Bloodhound hiện đại. Tuy nhiên, những con chó được khắc hoạ bởi Lanseer có ít những nếp nhăn và ồn ào hơn những con Bloodhound hiện đại.

## Đặc điểm
Những con Bloodhounds nặng từ 33 đến 50 kg (80 đến 110 cân Anh), mặc dù nhiều con có thể đạt đến 160 cân Anh tức khoảng gần 80 kg) và cao từ 58 đến 69 cm (23 đến 27 inches). Theo tiêu chuẩn của AKC đối với loài Bloodhound, những con chó lớn hơn thường được ưa chuộng bởi những đánh giá về thể chất của AKC. Những màu sắc có thể chấp nhận được đối với loài Bloodhound là màu đen, nâu vàng, nâu đỏ, hoặc đỏ. Trong thời kỳ Trung Cổ, chúng cũng có những màu sắc khác, bao gồm màu trắng (được biết đến như loài chó săn Talbot-đã tuyệt chủng). Những màu sắc xuất hiện ở những loài chó tổ tiên của loài Bloodhound. Những con Bloodhound có một cấu trúc khung xương to lớn khác thường, hầu như trọng lượng của chúng tập trung vào hệ xương khớp. Bộ lông đặc trưng của loài chó săn thính hơi cứng, và lông sát, không có lông dài.

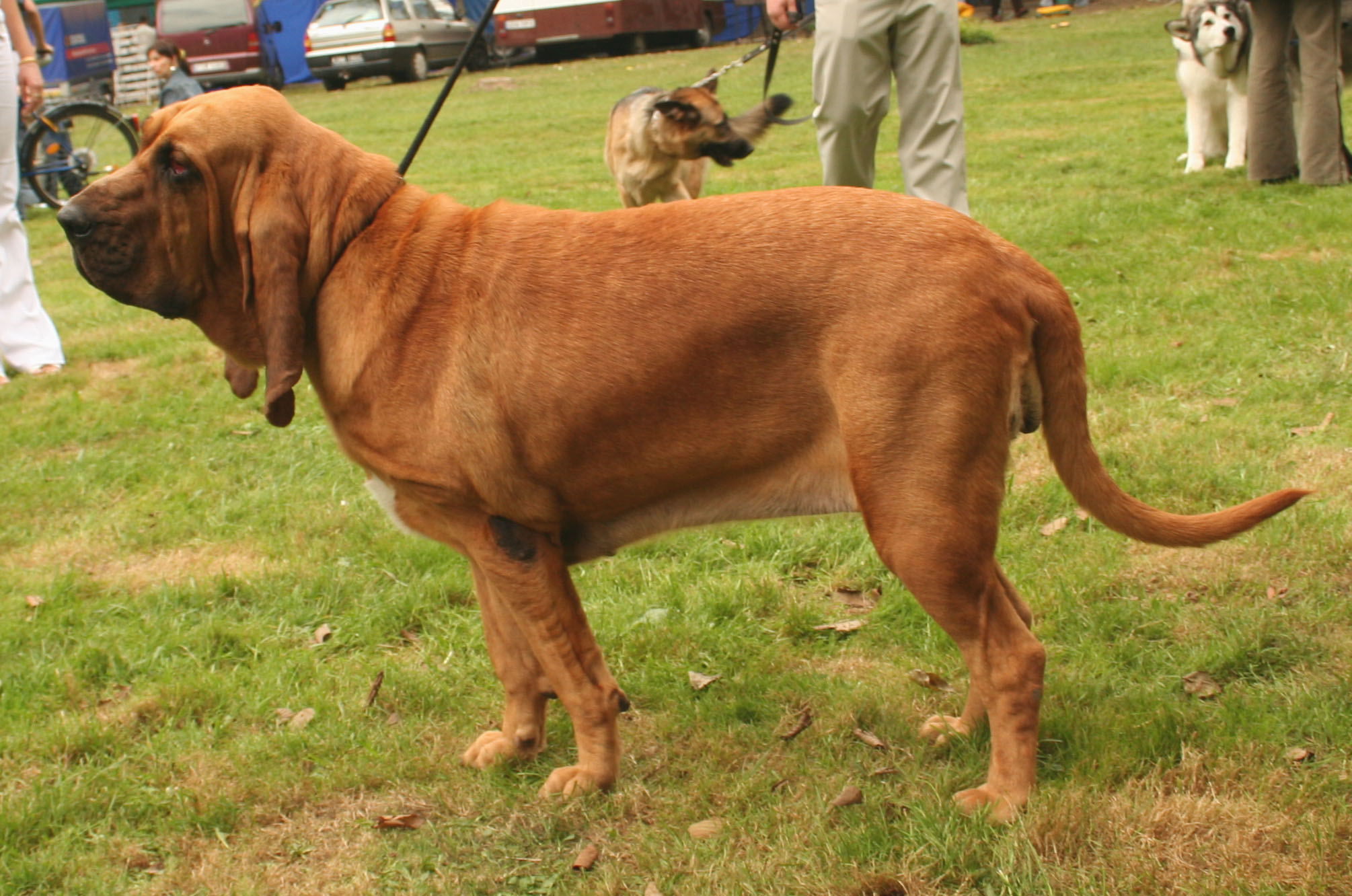

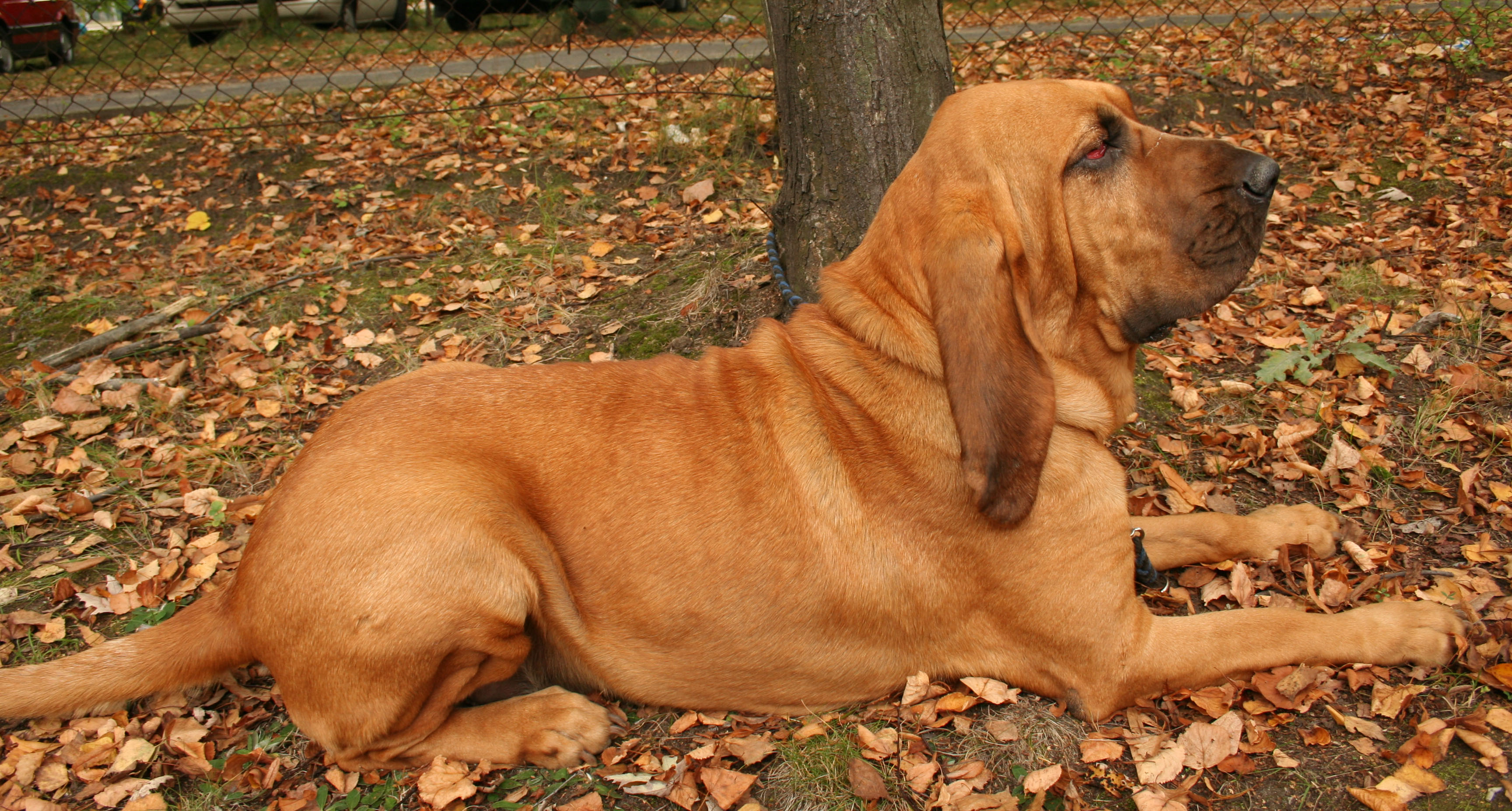

So với những loài thuần chủng khác, những con Bloodhounds có một tỷ lệ cao khác thường các bệnh về dạ dày, với chứng bệnh GDV (xoắn ruột) là một loại phổ biến nhất trong bệnh về dạ dày. Chúng cũng thường mắc các bệnh bất thường về mắt, da và tai. Những bộ phận này nên được kiểm tra thường xuyên. Chủ nhân nên nhận biết các dấu hiệu đặc bịêt của bệnh GDV, mà thường gây ốm hoặc tử vong đối với loài Bloodhound, Chúng cũng có xu hướng tăng thân nhiệt cao một cách đột ngột.
Những con Bloodhound có tuổi thọ trung bình là 6.75 năm, mà làm cho chúng thành một trong những con chó có tuổi thọ ngắn nhất trong số các loài chó. Con có tuổi thọ cao nhất trong số 82 con chó trong bảng khảo sát Anh Quốc là 12.1 năm. Nguyên nhân dẫn đến tử vong là bệnh xoắn ruột, mà đã giết chết 34% những con Bloodhound. Nguyên nhân thứ hai dẫn đến cái chết ở loài Bloodhound là bệnh ung thư, chiếm 27%. Tỷ lệ chết vì ung thư tương tự như đối với những loài chó khác, ở những con Bloodhound, ung thư xảy ra ở độ 8 năm tuổi.
Những đặc điểm cơ thể của loài Bloodhound đặc trưng cho khả năng của nó trong việc lần theo dấu vết đã để lại trong vài ngày trước. Con người thường bong những mảng tế bào da, và có những tế bào da khác thay thế. Dưới những điều kiện thuận lợi, một con Bloodhound có thể phát hiện một hoặc hai tế bào da chết đó. Những mùi vị được xác định bởi khứu giác trong khoang mũi của con chó. Khoang mũi càng rộng thì khả năng đánh hơi phát hiện ra các tế bào da càng lớn.
Khứu giác trong khoang mũi của loài Bloodhound lớn hơn của những loài chó khác. Đôi tai dài buông thong giúp cho việc ngăn gió phát tán những tế bào da trong khi mũi con chó đang rà sát đất, những nếp cuộn nhăn dưới môi và cổ được gọi là yếm - giúp cho việc bắt những luồng hơi trong không khí, in đậm mùi vị trong trí nhớ và mũi của con chó. Những con Bloodhound được sử dụng như những kẻ truy lung dấu vết để lại. Những con Bloodhound khi đánh hơi thường im lặng, và không sủa như những giống chó săn khác.

## Tập tính
Đây là một giống chó thanh lịch, mà truy tìm dấu vết không biết mệt mỏi vì bản năng đánh hơi trong nó, nó có thể ngang bướng và có phần khó bảo trong việc huấn luyện tuân thủ mệnh lệnh. Đáng yêu, thanh lịch và cởi mở là những tính cách được thể hiện bởi loài Bloodhound và chúng có thể là những con vật cưng nhưng, cũng giống như bất cứ những loài chó lớn, cần giám sát chúng khi có trẻ nhỏ bởi chúng sẽ làm ngã trẻ con bởi thân hình to lớn. Những con Bloodhound cũng được cho là một con chó bướng bỉnh cũng như kích thước to lớn kèm theo chảy dãi quá nhiều là lý do cho tỷ lệ những con Blood hound bị bỏ rơi khi đến tuổi trưởng thành cao so với những loài khác.